# Léon Marie Dufour
Léon Marie Dufour (Dol-de-Bretagne, 4 de abril de 1862-Fontainebleau, 18 de abril de 1942) fue un micólogo y botánico francés.

## Algunas publicaciones

### Libros
- julien noël Costantin, léon marie Dufour . 1916. Nouvelle flore des champignons pour la détermination facile de toutes les espéces de France et de la plupart des espéces européennes. Ed. Librairie Générale de l'Enseignement. 316 pp.
- 1887. Influence de la lumière sur la forme et la structure des feuilles. 102 pp.